# Шалаевы (Кирово-Чепецкий район)
 Шалаевы  — деревня в Кирово-Чепецком районе Кировской области в составе Пасеговского сельского поселения.

## География
Расположена непосредственно к востоку от станции Лянгасово.

## История
Известна с 1802 года, когда в ней (тогда Комковская) было 6 дворов. В 1873 году в деревне (Комковская или Шаляево) дворов 8 и жителей 70, в 1905 (Комковская или Шалаевы) 14 и 82, в 1926 (Шалаевы или Комковская) 16 и 81, в 1950 13 и 70, в 1989 39 постоянных жителей. Настоящее название утвердилось с 1939 года.

## Население
Постоянное население составляло 14 человек (русские 100%) в 2002 году, 31 в 2010.